# Limnonectes timorensis
Limnonectes timorensis es una especie de anfibio anuro del género Limnonectes de la familia Dicroglossidae.
Originaria de la isla de Timor.